# Movimentos da embarcação
As embarcações quando em meio fluido se encontram sujeitas a movimentos que podem ocorrer em um de seus seis graus de liberdade.

## Movimentos rotativos

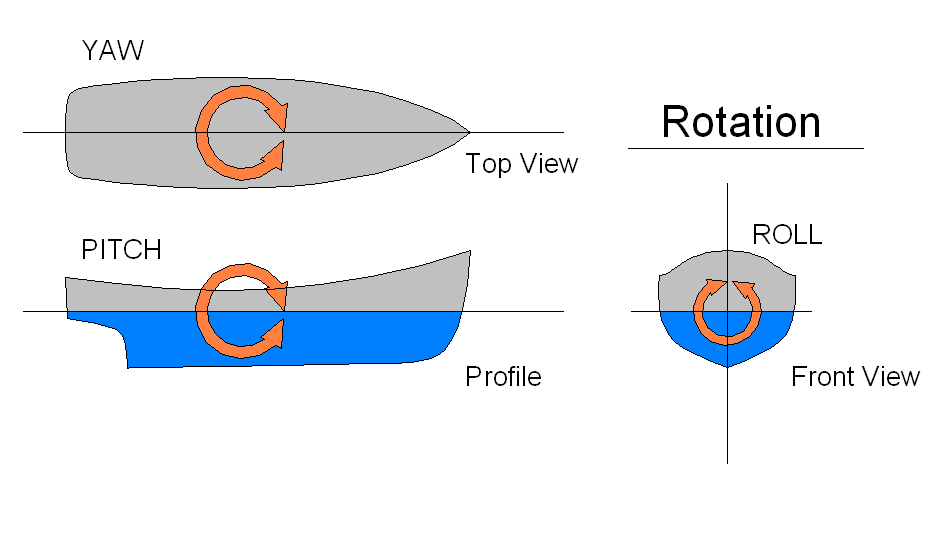
Eixos de um navio e as rotações em torno deles

As embarcações podem exercer movimentos rotativos nos eixos vertical, lateral e longitudinal.
Caturro ou Arfagem (pitch)
Rotação da embarcação sobre seu eixo transversal (eixo que vai de um bordo a outro; ou seja, o movimento é longitudinal).
Balanço (roll)
Rotação da embarcação sobre seu eixo longitudinal (eixo que vai de proa a popa; ou seja, o movimento é transversal).
Cabeceio (yaw)
Rotação da embarcação sobre seu eixo vertical (afetando o rumo).

## Movimentos lineares

Eixos de um navio e os movimentos ao longo deles

As embarcações podem exercer movimentos lineares nos eixos vertical, lateral e longitudinal.
Afundamento/alteamento ou subida/descida (heave)
Movimento da embarcação para baixo ou para cima, na direção de seu eixo vertical.
Deslizamento/deriva lateral ou a bombordo/estibordo (sway)
Movimento da embarcação em seu eixo transversal. Este movimento é exercido diretamente pelas correntes de água e pelo vento ou indiretamente pela inércia do navio enquanto gira. Este movimento causa a deriva do curso da embarcação.
Deslocamento avante/atrás ou proa/popa (surge)
Movimento da embarcação em seu eixo longitudinal.

## Estabilização
Para estabilizar os movimentos da embarcação faz-se uso de métodos passivos, tais como apêndices no casco, e ativos, tais como dispositivos mecânicos, contrapesos.